# 九溪社区
九溪社区是中国浙江省杭州市西湖区西湖街道所辖的一个社区，位于西湖风景区内。九溪社区由原九溪、六和塔、王家山三个居民区于2001年3月合并组建。社区总面积10.5平方公里，总人口2536人。景点有六和塔、九溪十八涧、云栖竹径等。境内有中国农科院茶叶研究所等科研单位。